# Puente de Austerlitz
El puente de Austerlitz (del francés: pont d'Austerlitz) es un puente parisino sobre el río Sena que une el XII Distrito con los Distritos V y XIII. No debe ser confundido con el vecino viaducto de Austerlitz. 

## Historia
Entre 1802 y 1806 se construyó un primer puente. Era de hierro y fue inaugurado en 1807. Obra del ingeniero Becquey de Beaupré, se componía de 5 arcos de 32 metros de apertura cada uno que se apoyaban en cuatro pilas y dos estribos de piedra. 
En 1815, con la caída del Primer Imperio el puente dejó de conmemorar con su nombre la Batalla de Austerlitz para llarmarse Puente del Jardín del Rey (Pont du Jardin-du-Roi). Este nombre se mantuvo hasta la abdicación de Carlos X en 1850, momento en que el puente recuperó su antiguo nombre.
En 1854, el puente fue reconstruido debido a la aparición de peligrosas grietas en su estructura. Su anchura pasó a ser de 18 metros. Se descartó el hierro como material de construcción usando piedra para los arcos, aunque sí que se mantuvieron las pilas originales. 
Entre 1884 y 1885, el puente sufrió su última transformación hasta el momento. Fue ensanchado de nuevo, alcanzando los 30 metros. 
El puente es uno de los escenarios de Los miserables de Victor Hugo.

## Decoración
Los tímpanos del puente lucen una abundante decoración. Inicialmente se podía ver en ellos las clásicas N imperiales rodeadas de águilas propias del Segundo Imperio. Posteriormente fueron sustituidas por los elementos actuales que muestran un león rodeado de armas y banderas en representación de la República. 